# 54번가의 마담
54번가의 마담은 대한민국에서 제작된 최영철 감독의 1971년 영화이다. 박노식 등이 주연으로 출연하였고 지해성 등이 제작에 참여하였다.

## 출연

### 주연
- 박노식
- 최지희